# ویلفرد بالیما
ویلفرد بالیما (انگلیسی: Wilfried Balima؛ زادهٔ ۲۰ مارس ۱۹۸۵) بازیکن فوتبال اهل بورکینافاسو بود.
از باشگاه‌هایی که در آن بازی کرده است می‌توان به باشگاه فوتبال شریف تیراسپول اشاره کرد.
وی همچنین در تیم‌های ملی فوتبال زیر ۲۰ سال بورکینافاسو و بورکینافاسو، بازی کرده است.